# El sentido del amor
El sentido del amor (en ruso: Смысл любви) es un ensayo escrito por Vladímir Serguéyevich Soloviov (en ruso: Владимир Сергеевич Соловьёв)?, también conocido como Vladímir Soloviev (transcripción que él mismo usó en su correspondencia y trabajos escritos en francés o inglés) o Vladimiro Solovief (Moscú, 16 de enero de 1853 - íd., 31 de julio de 1900, de acuerdo al calendario juliano), quien fue un filósofo, teólogo, poeta, escritor y crítico literario ruso.
El ensayo consta de cinco artículos publicados por primera vez entre los años 1892 y 1894 en la revista Cuestiones de Filosofía y Psicología, editada entre 1889 y 1918 por la Sociedad de Psicología de Moscú. El texto fue publicado posteriormente como libro en distintas ediciones.

## Contenido
En esta obra, Soloviov examina el sentido del amor considerando su influencia en la esfera individual, social y universal.
En relación con el amor, examina el egoísmo: “La principal mentira y el mal del egoísmo no están en la autoconciencia absoluta y en la autovaloración del sujeto, sino en que, al atribuirse a sí mismo justamente una importancia incondicional, priva injustamente a los demás de esa importancia; al reconocerse a sí mismo como centro de la vida, tal y como es en efecto, traslada a los demás a la periferia de su existencia, les otorga solo un valor externo y relativo” (). En este sentido, “la verdad, como fuerza viva que se apodera del ser interior del hombre y que lo saca realmente de su falsa autoafirmación, se llama amor” ().
Soloviov distingue distintos tipos de amor: "No todo amor socava el egoísmo de manera igualmente radical. El egoísmo es una fuerza no solo real, sino también fundamental, arraigada en el centro más profundo de nuestra existencia, desde donde penetra y abarca toda nuestra realidad, una fuerza que actúa ininterrumpidamente en todas las particularidades y detalles de nuestra existencia. Para socavar el egoísmo de modo real hay que contraponerle un amor determinado concretamente, que lo traspase todo y que lo abarque todo en nuestro ser” (). Soloviov postula que el amor es una chispa sagrada, una fuerza salvadora que ocupa un lugar central en la vida humana, y que el amor es de hecho la única fuerza que puede desde adentro y de raíz socavar el egoísmo, liberar de la inevitabilidad de la muerte y llenar la vida del hombre con el contenido absoluto.
En El sentido del amor, Soloviov entiende la experiencia amorosa como revelación de la naturaleza del amante y del amado (imagen y semejanza de Dios) y de su fin trascendente; abarca desde su creación hasta su fin último. El autor sostiene que además de la naturaleza y de la ley social moral, en la vida del hombre hay también un tercer principio, superior: el espiritual, místico o divino. En su estudio sobre el amor, Soloviov analiza el amor entre los sexos en la esfera del individuo y de la sociedad a fin de precisar el vínculo del amor con la verdad universal.

## Valoración
Dentro de los estudios filosóficos, esta obra fue valorada como aporte a la indagación sobre el amor. El filósofo ruso Nikolái Berdiáyev afirmó que "El sentido del amor, de Vladímir Soloviov, es lo más admirable que se haya escrito sobre el amor" (). En su opinión, en la filosofía hay dos grandes escritos sobre el amor: uno es El banquete, de Platón y el otro es El sentido del amor, de Vladímir Soloviov.

## Ediciones en castellano
- Vladímir Soloviev. El significado del amor. Monte Carmelo, 2010. ISBN 978-8483532409.

- Vladímir Soloviev. El sentido del amor. Independently published (Amazon), 2020. ISBN 979-8691676048.